# DeQuincy
DeQuincy é uma cidade localizada no estado americano de Luisiana, na Paróquia de Calcasieu.

## Demografia
Segundo o censo americano de 2000, a sua população era de 3398 habitantes.
Em 2006, foi estimada uma população de 3219, um decréscimo de 179 (-5.3%).

## Geografia
De acordo com o United States Census Bureau tem uma área de
8,3 km², dos quais 8,3 km² cobertos por terra e 0,0 km² cobertos por água. DeQuincy localiza-se a aproximadamente 27 m acima do nível do mar.

## Localidades na vizinhança
O diagrama seguinte representa as localidades num raio de 32 km ao redor de DeQuincy.